# Холбав
Холбав (рум. Holbav) — комуна у повіті Брашов в Румунії. До складу комуни входить єдине село Холбав.
Комуна розташована на відстані 146 км на північ від Бухареста, 17 км на захід від Брашова.

## Населення
У 2009 році у комуні проживала 1271 особа.

## Зовнішні посилання
- Дані про комуну Холбав на сайті Ghidul Primăriilor